# هارونغة
هارونغة (الاسم العلمي: Harungana)، جنس نباتات مُزهرة من فصيلة العرنية، أنواعها اثنان هارونغة مدغشقرية وهارونغة جبلية.

## التوزيع والموئل
يمكن العثور على الهارونغة في الارتفاعات المتوسطة إلى المنخفضة حول 1000-1600 متر فوق مستوى سطح البحر في الغابات دائمة الخضرة، وعادةً حول هوامش الغابات وعلى طول ضفاف الأنهر. ينتشر على نطاق واسع من جنوب أفريقيا إلى السودان. غالبًا ما يكون أول نبات يتم العثور عليه في غابة تم تطهيرها. يمكن العثور عليه في كل مناطق الغابات والسافانا. وهي متوطنة في جمهورية أفريقيا الوسطى والكونغو وجمهورية الكونغو الديمقراطية وإثيوبيا وكينيا وليسوتو ومدغشقر وناميبيا وسيراليون وجنوب إفريقيا والسودان وسوازيلاند وتنزانيا وأوغندا.
تم تجنيس ونقل الهارونغة إلى مناطق هارفي كريك وبابيندا ومريويني في أستراليا. أصبحت الهارونغة الآن شائعة جدًا في الغابات المطيرة الساحلية المنخفضة المضطربة ولديها القدرة على الانتشار على نطاق واسع.

## الاستخدامات
يمكن استخدام الهارونغة المدغشقرية بطرق مختلفة. على سبيل المثال، الهارونغة المدغشقرية هي مصدر للحطب ويستخدم في إنتاج الفحم. لا تُستخدم الشجرة تجاريًا لأنها نادرًا ما تنمو إلى حجم قابل للتسويق. ومع ذلك، يَستخدم الناس أحيانًا خشبها الخفيف لصنع أعمدة لبناء المنازل.
النبات لهُ النسغٌ أحمر. يستخدم النسغ لعلاج الجرب والديدان (الدودة الشريطية). كما أنه يستخدم كعلاج للديدان الحلقية في ليبيريا [بحاجة لمصدر]. تستخدم الأوراق للسيطرة على النزيف والإسهال وعلاجًا لمرض السيلان والتهاب الحلق والصداع والحمى. يُقال أن سيقان الزهور تخفف المغص والتحقق من العدوى بعد الولادة.تستخدم خلاصتها المغلية من اللحاء لعلاج الملاريا واليرقان. تستخدم جذورها لتحسين نمو الثدي لدى الشابات. تستخدم الأوراق الصغيرة في بعض الأحيان لعلاج الربو. في مناطق معينة من شرق أفريقيا، يعتقد الناس أن ثمارالهارونغة المدغشقرية توقف النزيف بسبب نسغها الأحمر، لذلك تُستخدم للإجهاض.